# 17 novembre 1947
Le lundi 17 novembre 1947 est le 321e jour de l'année 1947.

## Naissances
- Annie Sartre-Fauriat, historienne française
- Bill Lancaster (mort le 4 janvier 1997), acteur américain
- Claude Pennetier, chercheur au CNRS
- Ehliman Emiraslanov, recteur de l’Université de Médecine d’Azerbaïdjan
- Inky Mark, homme politique canadien
- James Warwick, acteur britannique
- Keith Remfry (mort le 16 septembre 2015), judoka britannique
- Nicole Lapierre, anthropologue et chercheuse française
- Steven E. de Souza, cinéaste américain
- Tom Drahos, photographe tchèque
- Will Vinton (mort le 4 octobre 2018), producteur, réalisateur et monteur américain

## Décès
- Étienne Bandy de Nalèche (né le 1er août 1865), journaliste français
- Adolphe Demets (né le 13 février 1879), homme politique belge
- Emil Racoviță (né le 15 novembre 1868), biologiste, naturaliste et explorateur
- Gabriel Turbay (né le 10 janvier 1901), médecin et homme politique colombien
- Josaphat Kocylovskyj (né le 3 mars 1876), évêque de l'Église grecque-catholique ukrainienne
- Ricarda Huch (née le 18 juillet 1864), écrivaine allemande
- Victor Serge (né le 30 décembre 1890), anarchiste, écrivain révolutionnaire, journaliste, essayiste, poète et traducteur russe

## Événements
- Création de la marque horlogère Molniya